# Potheinos
Potheinos, född i början av 1:a århundradet f.Kr., död 48 eller 47 f.Kr., var regent för farao Ptolemaios XIII ur Ptolemaiska dynastin i Egypten mellan 51 och 48 f.Kr. Han är framförallt ihågkommen för att ha vänt Ptolemaios mot hans syster Kleopatra VII och på det sättet startat ett inbördeskrig i Egypten, samt för att ha halshuggit Pompejus och visat upp huvudet för Julius Caesar.

## Biografi
När Ptolemaios XII dog år 51 f.Kr. slog han genom sitt testamente fast att Ptolemaios XII och Kleopatra VII skulle samregera i Egypten med det romerska imperiet som deras överbeskyddare. Ptolemaios var minderårig och Potheinos utsågs till landets regent. När Ptolemaios och Kleopatra upphöjdes till äldre regenter, behöll Potheinos sin tidigare titel som regent. 
De flesta egyptologer tror att Potheinos använde sitt inflytande för att vända Ptolemaios mot Kleopatra, som våren 48 f.Kr., under Potheinos ledning, försökte avsätta Kleopatra för att bli ensam härskare i landet, medan Potheinos planerade att tillskansa sig mer makt bakom tronen. De fick kontrollen över Alexandria, sedan Egyptens huvudstad, och tvingade Kleopatra bort från staden. Snart organiserade hon sin egen armé och ett inbördeskrig bröt ut i Egypten, medan Arsinoe IV också började lägga anspråk på tronen för sin egen del.
Rom var också involverat i ett inbördeskrig, och efter nederlaget i slaget vid Farsala (eller Pharsalus) 48 f.Kr. sökte Pompejus politisk asyl i Egypten. Till en början låtsades Potheinos att han accepterade dennes begäran men den 29 september 48 f.Kr. halshögg han generalen och hoppades därigenom få favörer från Julius Caesar, som hade besegrat Pompejus. När Caesar anlände visades Pompejus huvud upp för honom, men han reagerade med bestörtning och blev äcklad av det inträffade varpå han beordrade att man skulle hitta Pompejus kropp för att ge honom en anständig begravning enligt romersk sed. Potheinos hade förbisett det faktum att Caesar delade ut amnesti till sina fiender, vilken omfattade bland andra Cassius, Cicero och Brutus, och även det faktum att Pompejus var Caesars svärson. Kleopatra utnyttjade Potheinos misstag för att vinna Caesars gunst och blev sedermera hans älskarinna.
Caesar arrangerade då en avrättning av Potheinos och ett äktenskap mellan Kleopatra och Ptolemaios.